# Amblyseius lentiginosus
Amblyseius lentiginosus är en spindeldjursart som beskrevs av Denmark och Schicha 1974. Amblyseius lentiginosus ingår i släktet Amblyseius och familjen Phytoseiidae. Inga underarter finns listade i Catalogue of Life.